# Коханівка (зупинний пункт)
Коханівка, (також — Сичове) — пасажирський залізничний зупинний пункт Шевченківської дирекції Одеської залізниці на електрифікованій лінії Імені Тараса Шевченка — Чорноліська між зупинними пунктами Єградківка (2,5 км) та Богданівка (3,5 км). Розташований біля селища Гайдамацьке Кропивницького району Кіровоградської області. На сайті «Фотолінії» зупинний пункт вказаний під назвою Сичове, а в розкладі руху приміських поїздів — під назвою Коханівка.

## Пасажирське сполучення
На зупинному пункті зупиняються приміські електропоїзди до станцій Знам'янка-Пасажирська, Імені Тараса Шевченка, Миронівка, Цвіткове та Черкаси.